# Amar'e Stoudemire
Amar'e Carsares Stoudemire (Lake Wales, Florida, 16. studenog 1982.) američki je profesionalni košarkaš. Igra na poziciji krilnog centra, a može igrati i centra. Trenutačno je član NBA momčadi New York Knicksa. Izabran je u 1. krugu (9. ukupno) NBA drafta 2002. od strane Phoenix Sunsa. Stoudemire je peterostruki NBA All-Star te je četiri puta biran u All-NBA momčad i jednom je izabran za novaka godine.

## Rani život
Stoudemire je rođen u gradu Lake Wales u saveznoj državi Florida. U dobi od dvanaest godina, Stoudemire je izgubio oca, a majka je u to vrijeme bila u zatvoru. Rezultat tome bilo je pohađanje čak šest različitih srednjih škola. Nakon pohađanja srednje škole upisao se na sveučilište u Memphisu, ali tamo nikada nije zaigrao jer se prijavio na NBA draft, kako bi što prije pomogao obitelji.

## NBA karijera
Izabran je kao deveti izbor NBA drafta 2002. od strane Phoenix Sunsa. U svojoj rookie sezoni, Stoudemire je prosječno postizao 13.5 poena i 8.8 skokova po utakmici. 30. prosinca 2002., u utakmici s Minnesota Timberwolvesima, Stoudemire je postigao 38 poena i postavio rekord po broju postignutih poena u rookie sezoni. Taj rekord, godinu dana kasnije, srušio je LeBron James sa svojih 41 poenom. Na kraju sezone Stoudemire je osvojio nagradu za novaka godine, postavši time prvi dobitnik tog priznanja koji je u NBA ligu došao izravno iz srednje škole. U sezoni 2003./04. Stoudemire je znatno popravio svoje statistike te je prosječno postizao 20.6 poena i 9 skokova po utakmici. Međutim, Sunsi su sezonu završili s omjerom 29-53, a zvijezda kluba, Stephon Marbury, mijenjan je u New York Knickse. Tijekom ljeta 2004. godine, Stoudemire je nastupio na Olimpijskim igrama u Ateni, ali bez većeg uspjeha, jer je reprezentacija SAD-a osvojila tek brončanu medalju. U sezoni 2004./05. Stoudemire je prosječno postizao 26 poena i 8.9 skokova te je, uz All-Star nastup, zajedno sa, novopridošlim, Steveom Nashom odveo momčad do sjajnog omjera 62-20 i prvog mjesta na Zapadu. Sunsi su, preko Memphisa i Dallasa, stigli sve do finala Zapada gdje su u pet utakmica San Antonio Spursi ipak bili prejaki. Tijekom te serije, Stoudemire je prosječno postizao nevjerojatnih 37 poena po utakmici, ali to ipak nije bilo dovoljno za pobjedu. 2. siječnja 2005. Stoudemire je, u utakmici s Portland Trail Blazersima, postigao učinak karijere od 50 poena. 

### Problemi s koljenom
Tijekom predsezone 2005./06., 18. listopada 2005., Stoudemireu je otkriveno oštećenje hrskavice koljena te se morao podvrgnuti zahtjevnoj operaciji. Predviđanja Sunsa bila su da će se Stoudemire vratiti sredinom veljače, ali se rehabilitacija odužila. 27. ožujka 2006., u utakmici s New Jersey Netsima, Stoudemire se vratio u redove Sunsa, ali tijekom utakmice nije upisao niti jedan poen. Ozljeda se pogoršala te je Stoudemire odlučio propustiti ostatak sezone zbog što boljeg oporavka. Stoudemire je nastupio na prednatjecanju za Svjetsko prvenstvo u Japanu 2006., ali nije nastupio na samom prvenstvu zbog nepotpunog oporavka. Stoudemire je ostvario nastup i na kvalifikacijama za Olimpijske igre, ali je otkazao nastup na Olimpijskim igrama u Pekingu 2008.

### Sezona 2006./07.
Prije sezone 2006./07. Stoudemire je tadašnji broj na dresu 32 zamijenio brojem 1. 18. veljače 2007. Stoudemire je ostvario još jedan nastup na All-Star utakmici te je s 29 poena i 9 skokova završio drugi, iza Kobea Bryanta, u poretku za najkorisnijeg grača NBA All-Star utakmice. Tijekom doigravanja 2007., Stoudemire je optužio Brucea Bowena i Manua Ginobilija da su "prljavi" igrači. U četvrtoj utakmici serije, došlo je do incidenta između Stevea Nasha i Roberta Horrya te je Stoudemire napustio klupu i ušao u raspravu. Zbog napuštanja klupe, Stoudemire je suspendiran na jednu utakmicu neigranja. Iako je serija bila izjednačena, Spursi su ipak bili jači te su odnijeli pobjedu u šest utakmica.

### Sezona 2007./08.
U sezoni 2007./08. Stoudemire je prosječno postizao 25.8 poena i 9.1 skokova te je na kraju sezone izabran na All-Star utakmicu i u All-NBA drugu petorku. Iako su u veljači iste godine, Sunsi potpisali Shaquillea O'Neala, nisu uspjeli proći prvi krug doigravanja. Sunsi su propustili veliko vodstvo u prvoj utakmici serije te su na kraju izgubili u pet utakmica od starih rivala Spursa. Tijekom te serije Stoudemire je prosječno postizao 23 poena, a po završetku doigravanja trener Sunsa, Mike D'Antoni, odlučio je napustiti momčad i otići u New York Knickse.

### Sezona 2008./09.
Dolaskom novog trenera, Terryja Portera, igra Sunsa se promijenila. Igrala se više obrambena taktika, što je utjecalo na Stoudemirea, čiji je prosjek pao za otprilike četiri poena nasuprot prošle sezone. Nekoliko dana prije All-Star utakmice, Sunsi su izgubili petu uzastopnu utakmicu te su imali omjer 28-23. Stoudemire je startao u početnoj petorci pobjedničke Zapadne konferencije te je time ostvario svoj četvrti All-Star nastup. Nakon All-Stara, počela su nagađanja o Stoudemireovoj mogućoj zamjeni u neki drugi klub, ali ta su nagađanja ubrzo prekinuta nakon Porterovog otkaza. Mjesto glavnog trenera preuzeo je Alvin Gentry koji je u redove Sunsa vratio staru run&gun igru. 19. veljače 2009., tijekom utakmice s Los Angeles Clippersima, Stoudeimre je pretrpio tešku ozljedu oka. Upravo zbog te ozljede, Stoudemire je propustio ostatak sezone te u novoj sezoni, zbog opreza, mora nositi zaštitne naočale.

### New York Knicks
4. srpnja 2010. Stoudemire je, kao slobodan igrač, potpisao petogodišnji ugovor vrijedan 99.7 milijuna dolara za momčad New York Knicksa.

## Američka reprezentacija
Tijekom ljeta 2004. godine, Stoudemire je nastupio na Olimpijskim igrama u Ateni, ali bez većeg uspjeha, jer je reprezentacija SAD-a osvojila tek brončanu medalju. 2006. godine, Stoudemire je nastupio na prednatjecanju za Svjetsko prvenstvo u Japanu, ali nije nastupio i na samom prvenstvu zbog nepotpunog oporavka od ozljede. Također je ostvario nastup i na kvalifikacijama za Olimpijske igre u Pekingu 2008. godine, ali je ipak otkazao nastup.

## NBA statistika

### Regularni dio
| Godina    | Klub    | Odig. uta. | Uta. poč. | Min. | 2P%  | 3P%  | Sl. bac.% | Skok. | Asist. | Ukr. lop. | Blok. | Poena |
| --------- | ------- | ---------- | --------- | ---- | ---- | ---- | --------- | ----- | ------ | --------- | ----- | ----- |
| 2002./03. | Phoenix | 82         | 71        | 31.3 | .472 | .200 | .661      | 8.8   | 1.0    | .8        | 1.1   | 13.5  |
| 2003./04. | Phoenix | 55         | 53        | 36.8 | .475 | .200 | .713      | 9.0   | 1.4    | 1.2       | 1.6   | 20.6  |
| 2004./05. | Phoenix | 80         | 80        | 36.1 | .559 | .188 | .733      | 8.9   | 1.6    | 1.0       | 1.6   | 26.0  |
| 2005./06. | Phoenix | 3          | 3         | 16.7 | .333 | .000 | .889      | 5.3   | .7     | .3        | 1.0   | 8.7   |
| 2006./07. | Phoenix | 82         | 78        | 32.8 | .575 | .000 | .781      | 9.6   | 1.0    | .9        | 1.3   | 20.4  |
| 2007./08. | Phoenix | 79         | 79        | 33.9 | .590 | .161 | .805      | 9.1   | 1.5    | .8        | 2.1   | 25.2  |
| 2008./09. | Phoenix | 53         | 53        | 36.8 | .539 | .429 | .835      | 8.1   | 2.0    | .9        | 1.1   | 21.4  |
| Ukupno    |         | 434        | 417       | 34.2 | .541 | .192 | .755      | 8.9   | 1.4    | .9        | 1.4   | 21.1  |
| All-Star  |         | 4          | 1         | 22.3 | .593 | .333 | .583      | 7.3   | 1.3    | .8        | .8    | 18.0  |

### Doigravanje
| Godina    | Klub    | Odig. uta. | Uta. poč. | Min. | 2P%  | 3P%   | Sl. bac.% | Skok. | Asist. | Ukr. lop. | Blok. | Poena |
| --------- | ------- | ---------- | --------- | ---- | ---- | ----- | --------- | ----- | ------ | --------- | ----- | ----- |
| 2002./03. | Phoenix | 6          | 6         | 33.8 | .523 | 1.000 | .571      | 7.8   | 1.2    | 1.7       | 1.5   | 14.2  |
| 2004./05. | Phoenix | 15         | 15        | 40.1 | .539 | .000  | .781      | 10.7  | 1.2    | .7        | 2.0   | 29.9  |
| 2006./07. | Phoenix | 10         | 10        | 34.3 | .523 | .333  | .769      | 12.1  | .6     | 1.3       | 1.9   | 25.3  |
| 2007./08. | Phoenix | 5          | 5         | 40.8 | .485 | .250  | .633      | 9.0   | .4     | 1.4       | 2.4   | 23.2  |
| Ukupno    |         | 36         | 36        | 37.5 | .524 | .273  | .747      | 10.4  | .9     | 1.1       | 1.9   | 25.1  |

## Vanjske poveznice
- Profil na NBA.com
- Profil  Arhivirana inačica izvorne stranice od 24. srpnja 2010. (Wayback Machine) na Basketball-Reference.com
- Profil na ESPN.com